# Journée défense et citoyenneté
Pour les articles homonymes, voir JDC.

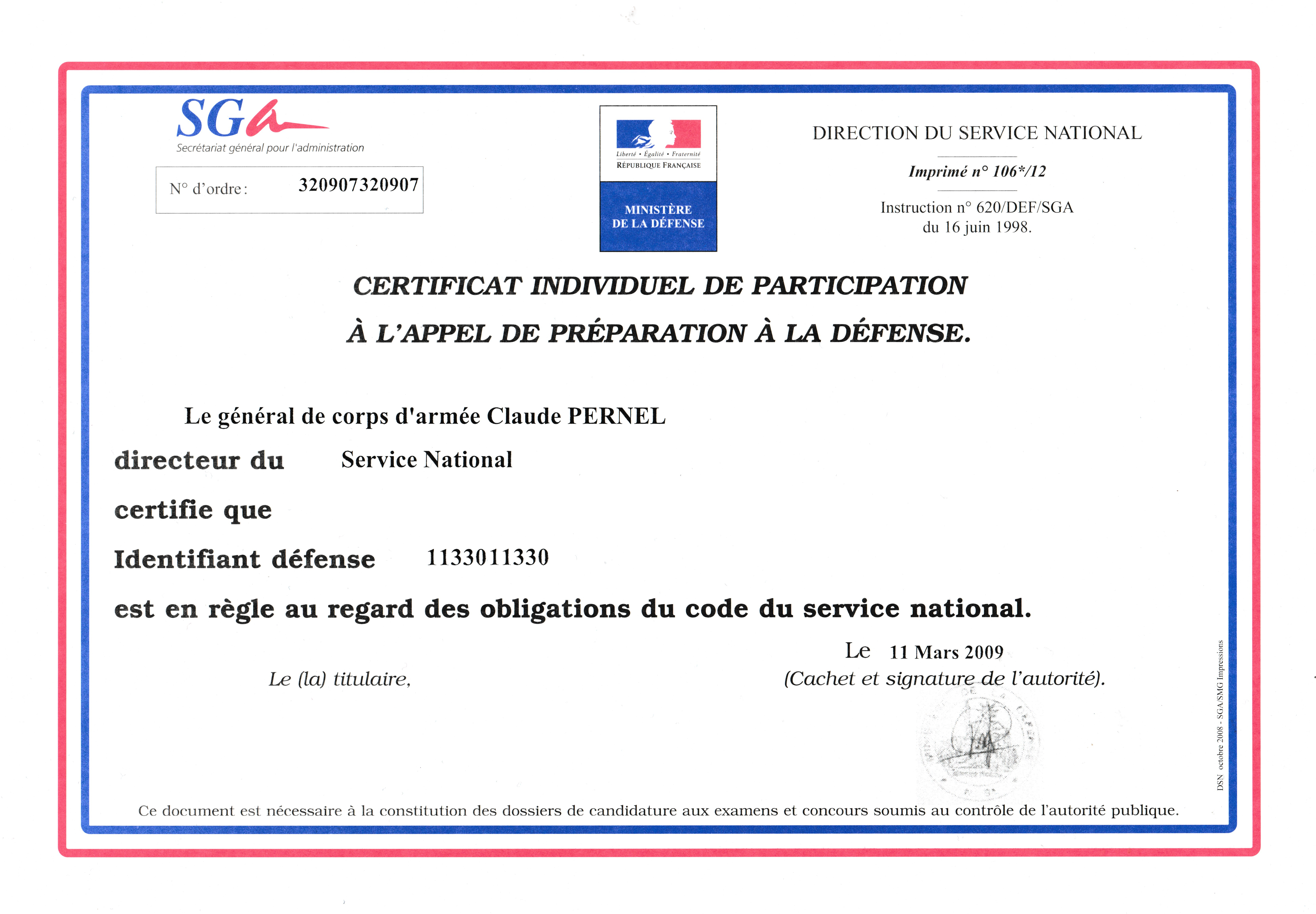
Modèle de certificat de JAPD délivré en 2008.

La Journée défense et citoyenneté (JDC), dénommée jusqu'en 2011 Journée d'appel de préparation à la défense (JAPD), est une journée d'appel instituée en 1997 en France dans le cadre de la réforme du service national portée par Jacques Chirac au cours de son premier mandat de président de la République. Cette réforme a marqué la suspension du service militaire obligatoire.
La JDC est la troisième étape du parcours de citoyenneté obligatoire pour tous les jeunes de nationalité française : la première étape est l'enseignement de défense dispensé en classe de troisième dans le cadre des cours d'enseignement moral et civique ainsi qu'en classe de première dans le cadre des cours d'éducation civique, juridique et sociale, la seconde étape étant le recensement obligatoire en mairie.
L'objectif de cette journée est d'aborder différentes problématiques dont les principales sont la citoyenneté et les questions liées à la Défense. La JDC vise également à favoriser le recrutement dans les différentes armées et services du Ministère des Armées ou dans la réserve militaire.

## Recensement
Le recensement citoyen est obligatoire pour tous les jeunes Français âgés d'au moins 16 ans. Ce recensement s'effectue auprès de la mairie du domicile du jeune ou bien du consulat. Une attestation de recensement est remise au jeune, celle-ci est valable jusqu'à la participation à la journée défense et citoyenneté et au maximum jusqu'à l'âge de 18 ans.
Pour réaliser le recensement citoyen obligatoire, les mairies doivent utiliser un logiciel métier spécifique qui doit pouvoir exporter un fichier appelé Pecoto+. Il en existe des payants et des gratuits.

## Convocation
À l'issue du recensement du jeune Français, son dossier est transmis au Centre du service national de sa zone de résidence. La convocation est généralement délivrée entre 10 mois et 1 an après la date de recensement.
Le lieu et la date à laquelle se déroulera la JDC sont fixés en fonction des places disponibles sur les différents sites d'accueil. En cas d'empêchement, une seconde date peut être proposée, parfois même une troisième pour certains cas exceptionnels.

## Public
La Journée défense et citoyenneté est obligatoire pour les citoyens de nationalité française résidant en France ou à l'étranger nés en 1980 ou ensuite. Elle s'adresse à un public jeune, de 16 à 25 ans.

## Certificat de participation
À l'issue de la journée, un certificat individuel de participation est remis à l'appelé. En France, ce document doit être présenté lors de l'inscription à toute épreuve, concours, examen soumis au contrôle de l'autorité publique, notamment le baccalauréat, le permis de conduire et les concours de la fonction publique, au même titre que l'inscription dans une université publique, qui requiert également ledit certificat.

## Adoption de la Loi
La JAPD a été rendue obligatoire après un long processus législatif. D'abord perturbé par la dissolution de l'Assemblée nationale (par Jacques Chirac), puis par l'arrivée d'une majorité PS, son vote a été difficile.

## Déroulement
La Journée défense et citoyenneté s'étend sur une durée de 7 h 30. Les jeunes appelés sont répartis par groupe de 45 à 50 environ, en fonction de la capacité du site d'accueil. Chaque groupe est encadré par un personnel du Centre du service national et par deux animateurs militaires ou civils. La journée débute par le discours d'accueil du chef de session qui est également un personnel du Centre du service national. Trois modules d'environ une heure chacun, dont les noms sont attribués par le Secrétariat général pour l'administration et qui portent les dénominations officielles suivantes, sont proposés tout au long de la journée : 
- module 1 : nous vivons dans un monde instable : une défense nécessaire
- module 2 : une réponse adaptée : notre appareil de défense
- module 3 : vous avez un rôle à jouer : un engagement citoyen

Un test d'évaluation des acquis fondamentaux de la langue française est proposé aux appelés. Ce test conçu par le Ministère de l'Éducation nationale comporte cinq épreuves : deux épreuves de vocabulaire, deux épreuves de compréhension de texte et une épreuve de rapidité.
Au cours du module 3, dédié aux carrières et opportunités professionnelles au sein des armées et des services, les animateurs présentent également la réserve militaire et le service civique.
Depuis janvier 2016, un module relatif à la sécurité routière a été intégré à cette journée. Un module dit « information jeunesse citoyenne » a également été mis en place qui évoque les violences conjugales, sexuelles, sexistes et discriminations.
Une activité défense et sécurité d'une heure est proposée aux jeunes au cours de laquelle ils auront la possibilité, en fonction du site d'accueil, de bénéficier d'une présentation d'équipements militaires.
Le déjeuner et une collation sont offerts aux jeunes appelés.

## Neutralité d'opinion, comportement et apparence vestimentaire
Dans un premier temps en 2004, le Ministère de la Défense nie l'existence du phénomène et se limite à rappeler la non applicabilité de la loi 2004-228 du 15 mars 2004 interdisant, le port de signes ou de tenues manifestant une appartenance religieuse dans les écoles, collèges et lycées publics alors que certaines sessions sont organisées dans des lycées publics,. Désormais, le principe de neutralité d'opinion politique, philosophique ou religieuse s'applique de manière stricte. Aucun signe d'appartenance à un groupe ou mouvement à caractère politique, philosophique ou religieux ne peut être exhibé durant la journée sous peine d'exclusion. Il est également demandé aux participants de « s'abstenir d'organiser toute manifestation ou action de propagande philosophique, religieuse ou syndicale et de participer à celle-ci ». « Le port d'une coiffe de quelque nature que ce soit est interdit à l'intérieur des locaux. » Article 7 alinéa 4 du règlement intérieur de la Journée Défense et Citoyenneté. L'article R112-15 alinéa 1 du code du service national ajoute:« Les appelés du service national doivent : (…) se conformer aux instructions du personnel d'encadrement (…) ». Le tribunal administratif de Paris, le 7 octobre 2014 a considéré que le port du foulard pouvait être un motif d’exclusion de la JDC, car les participants « sont soumis au principe de laïcité et neutralité du service public auquel ils participent durant cette journée ». La loi du 23 juillet 2021 confortant le respect des principes de la République s'inscrit dans cette jurisprudence et dans les textes précités. En effet, son article premier prévoit expressément: « (…) un service public (…) est tenu (…) de veiller au respect des principes de laïcité et de neutralité du service public. Il prend les mesures nécessaires à cet effet et, en particulier, il veille à ce que (…) les personnes sur lesquelles il exerce une autorité hiérarchique ou un pouvoir de direction, lorsqu’ils participent à l’exécution du service public, s’abstiennent notamment de manifester leurs opinions politiques ou religieuses (…) ». L'article 433‑3‑1 du code pénal est créé: « Est puni de cinq ans d’emprisonnement et de 75 000 euros d’amende le fait d’user de menaces ou de violences ou de commettre tout autre acte d’intimidation à l’égard de toute personne participant à l’exécution d’une mission de service public, afin d’obtenir pour soi‑même ou pour autrui une exemption totale ou partielle ou une application différenciée des règles qui régissent le fonctionnement dudit service ». D'une manière général le règlement relatif à la discipline générale militaire le rappelle expressément:  « Respect de la neutralité des armées (…), en général, en tout lieu de séjour militaire, il est interdit d'organiser et de participer à des actions de propagande (…), religieuse (…) ». La tenue civile revêtue à l'intérieur d'une enceinte militaire, selon l'instruction d'application du Ministère de la Défense : « doit demeurer conforme à la dignité du comportement qui s'impose à tout militaire ».
Au demeurant, les textes réprimant la discrimination ne trouvent pas à s'appliquer car l'article 225-3 du code pénal en son alinéa 4 prévoit expressément une dérogation pour les situations où s'organise « la promotion de l'égalité des sexes ». Durant cette journée en effet, « les Français reçoivent un enseignement (…) respectueux de l'égalité entre les sexes » ainsi qu' « une information consacrée à l'égalité entre les femmes et les hommes ».
Ne trouvent pas à s'appliquer les textes réprimant la discrimination à l'égard d'« une religion déterminée » car le refus de laisser participer sur convocation à cette journée n'entre pas dans le champ d'application des motifs de discrimination limitativement énumérés à l'article 225-2 du code pénal,. Au surplus, les sites militaires ou affectés à cette journée appartenant au domaine public de l'Etat a fortiori dont l'accès est soumis à autorisation, ne répondent pas à la définition prévue par le code de la construction et de l'habitation d'« un lieu accueillant du public » comme un motif alourdissant la peine. En effet, pour l'article R143-2 dudit code : « (…) constituent des établissements recevant du public tous bâtiments, locaux et enceintes dans lesquels des personnes sont admises, soit librement, soit moyennant une rétribution ou une participation quelconque, ou dans lesquels sont tenues des réunions ouvertes à tout venant ou sur invitation, payantes ou non.(…) ». Les jeunes Français reçoivent une « convocation » de l'autorité militaire. Le délit de discrimination à l'égard d'« une religion déterminée » dans un « établissement recevant du public » n'est constitué à aucun égard.
En droit comparé, on observe une similarité au sein de l'armée royale du Maroc où le port du voile pour les femmes n'est pas autorisé au regard de l'égalité entre les sexes.

## Sanctions en cas de non-respect des textes applicables
Les convoqués admis en session sont soumis à statut particulier : ils ont la qualité d'"appelé du service national". L'existence et le contenu du règlement de la journée est évoqué pendant le discours d'accueil. Le non-respect des règles édictées entraîne l'exclusion de l'appelé quelle que soit l'heure d'avancement de la journée. Le fautif se trouve alors en position irrégulière vis-à-vis de ses obligations envers le service national, ce qui l'empêche de se présenter à un examen, cursus ou concours soumis au contrôle de l'autorité publique. Il lui appartient alors de solliciter le centre du service national compétent afin de régulariser sa situation, une nouvelle convocation lui sera fixée.
Le tribunal administratif de Paris, le 7 octobre 2014 a considéré que le port du foulard pouvait être un motif d’exclusion de la JDC, car les participants « sont soumis au principe de laïcité et neutralité du service public auquel ils participent durant cette journée ».
Une habitante de Nantes s'est présentée voilée à la caserne Richemont, le 23 novembre 2015 pour assister à la Journée Défense et Citoyenneté à laquelle elle était convoquée. Bien que les responsables lui aient rappelé les textes applicables du Code du service national et la note du Ministère de la Défense (voir supra) ne lui permettant pas de pénétrer dans l'enceinte militaire dans cette tenue, celle-ci a pris place dans un bâtiment ,,. Refusant de quitter définitivement le site et de suivre le personnel du Ministère de la Défense, elle s'est rebellée, aurait mordu un militaire qui tentait de la maitriser tout en proférant des insultes. La police nationale alertée l'a finalement évacuée avant de la placer en garde à vue où elle a souhaité l'explosion d'une bombe à Nantes. Elle a été jugée et condamnée en avril 2016 par le tribunal correctionnel de Nantes à 4 mois de prison avec sursis et de 105 heures de travaux d'intérêt général,.
Une Française répondant à une convocation à cette journée, s'est présentée portant un hijab et revêtue d'une abaya en mars 2023 au Fort Neuf de Vincennes. Le retrait de son voile ou bonnet lui est 
demandé par les autorités militaires. Après un échange, elle aurait accepté de le retirer mais le port d'une robe de ce type ne lui permet pas d'entrer dans le site. La jeune femme dépose une plainte le 21 mars 2023 pour discrimination pour refus d’accorder un service ou un bien en raison de l'appartenance à une religion. S'agissant du hijab, le droit positif et la jurisprudence confortent la décision de refus de participation à cette journée pour cette appelée (voir les développements supra).
La personne est "convoquée" à cette journée et répond à une "obligation" imposée par l'Etat. Il s'agit d'une obligation imposée par la loi à toutes les Françaises et à tous les Français. A ce titre, la personne n'est pas considérée comme une usagère d'un service public ou bien une simple particulier consommatrice d'un bien ou d'un service. Elle possède la qualité d'"appelée du service national". Elle est placée ainsi en situation de subordination par rapport aux responsables de l'autorité militaire: " Les appelés du service national doivent (…) se conformer aux instructions du personnel d'encadrement(…)". Par ailleurs, tout agent public, y compris les appelés du service national, sont tenus à une obligation de neutralité. L'article R112-15 du Code du Service National le rappelle expressément: « Les appelés du service national doivent respecter les obligations générales suivantes : (…) ne pas arborer de signes politiques ou religieux qui, par leur nature, leur caractère ostentatoire, ou les conditions dans lesquelles ils sont portés, constitueraient une manifestation extérieure de provocation, de prosélytisme ou de propagande ». Selon la secrétaire d'État à la Citoyenneté Sonia Backès, l'abaya constitue un "marqueur religieux". Gabriel Attal, ministre de l'Éducation nationale rappelle dans une note adressée en août 2023 aux chefs d’établissement, aux inspecteurs de l’éducation nationale, aux directeurs d’établissement que le port de l'abaya est "interdit" à l'école. Le Conseil d'Etat dans une ordonnance de référé rendue le 7 septembre 2023 confirme le caractère religieux de ce vêtement. La discrimination définie aux articles 225-1 et 225-2 du code pénal commise à l'égard d'une personne physique consistant à "refuser la fourniture d'un bien ou d'un service en fonction de l'appartenance ou de la non-appartenance, vraie ou supposée, à une ethnie, une Nation, une prétendue race ou une religion déterminée" ne trouve donc pas à s'appliquer. Le lieu où se déroule cette journée ne saurait être considéré comme un lieu recevant du public ouvert à tout le monde, pouvant le cas échéant constituer un facteur aggravant de discrimination ( voir supra sur la définition juridique des lieux recevant du public),. L'article 433‑3‑1 du code pénal précité, issu de loi du 23 juillet 2021 confortant le respect des principes de la République en matière de laïcité, pourrait s'appliquer contre cette personne: cinq ans d’emprisonnement et de 75 000 euros d’amende pour menaces ou  violences ou tout autre acte d’intimidation à l’égard de toute personne participant à l’exécution d’une mission de service public, afin d’obtenir pour soi‑même ou pour autrui une exemption totale ou partielle ou une application différenciée des règles qui régissent le fonctionnement dudit service. En l'occurrence, une circulaire datée du 29 avril 2024, du Garde des sceaux concernant « le traitement judiciaire des infractions commises à raison de l’appartenance ou de la non-appartenance à une religion, dans un contexte séparatiste ou d’atteintes portées à la laïcité » est adressée aux Parquets et aux Présidents des juridictions judicaires. Elle prévoit la mobilisation des infractions réprimant les atteintes à l'autorité de l’État notamment celles visées par l'article précité: « des comportements menaçants, violents ou intimidants (…) commis à l'égard de toute personne participant à l'exercice d'une mission de service public sans condition de statut (…) dans le but d'obtenir une adaptation des règles de fonctionnement du service public. Les parquets veilleront (…) à apporter une réponse pénale ferme et rapide aux infractions commises, a fortiori lorsqu'elle sont dans l'espace public (…) ».

## Cas particuliers

### Français établis hors de France / Expatriés
À l'étranger, des Journées défense et citoyenneté gérées par le Centre du Service national de Perpignan. Elles sont aménagées (voire supprimées dans certains cas) en fonction des contraintes du pays de résidence. Il sera alors remis au participant, selon les cas, un certificat de participation ou une attestation certifiant de la régularité de leur situation. Ceux qui n'ont pu participer à une journée Défense et citoyenneté et reviennent en France avant leurs 25 ans, doivent demander à l'organisme du service national dont ils relèvent à régulariser leur situation en participant à une journée organisée en France.
Pour les doubles nationaux franco-suisses, les hommes ont le choix entre faire la JDC et le service militaire/civil. L'option par défaut correspond à leur pays de résidence principale.